# Рув, Жан-Поль
Жан-Поль Рув (фр. Jean-Paul Rouve; род. 26 января 1967, Дюнкерк, Франция) — французский актёр, кинорежиссёр, сценарист и продюсер.

## Биография
Жан-Поль Рув родился 26 января 1967 в городе Дюнкерке на севере Франции (регион Нор — Па-де-Кале, департамент Нор, Нормандия). Впервые появился на большом экране в составе комической труппы «Робин Гуды», а также сыграл небольшую роль во французском телевизионном сериале «Жюли Леско».
Учился в Центре драматического искусства в Па-де-Кале, в возрасте 22 лет посещал парижские Курсы Изабель Нанте. В театре играл в пьесах Дидро, Мольера и Джона Форда, а впоследствии сам ставил спектакли по произведениям Теннесси Уильямса и Альфреда де Мюссе.
Начиная с 1998 года Рув начинает сниматься в кино. Абсолютно все на первый взгляд незаметные дебюты с его участием («Серийная любовница», «Карнавал», «Мальчик-с-пальчик») стали кинохитами, а «Танги» и «Астерикс и Обеликс: Миссия "Клеопатра"» — блокбастерами.
В 2002 году Рув сыграл Пьера Жана Лямура в комедийной драме Жерара Жюньо «Чужая родня» и получил за эту роль премию «Сезар» как «самый многообещающий актёр».
Позже на экранах появились такие фильмы с участием Рува, как «Я, Цезарь» и «Как скажешь».
В 2003 году актёр снялся в музыкальной комедии Янна Муа «Подиум». За роль Кускуса в этой ленте был номинирован на премию «Сезар» как «лучший актер второго плана». В 2004 году Рув сыграл в комедии «Миллион лет до нашей эры», которая потерпела большую коммерческую неудачу.
Впоследствии фильмография артиста пополнилась такими лентами, как «Долгая помолвка», «Хорошо, как голому в крапиве», «Артур и минипуты», «Остров сокровищ», «Необычайные приключения Адель» и «Артур и война двух миров».
В 2008 году Рув дебютировал как режиссёр с картиной «Без зла, без крови, без ствола». Сам Жан-Поль публично заявил, что пустые комедии — это не для него.

## Избранная фильмография
- 1997: Последовательный любовник /  Serial Lover (реж. Джеймс Хут) — Эдуард Пид
- 1998: Карнавал /Karnaval  (реж. Томас Винсент) — Пино
- 1998: Влияние на торговлю / Trafic d'influence (реж. Доминик Фарруджи) — Жан-Фредерик, депутат
- 2002: Астерикс и Обеликс: Миссия «Клеопатра» / Astérix & Obélix: Mission Cléopâtre (реж. Ален Шаба) — Кай Антивирус
- 2003: Подиум / Podium (реж. Янн Муа) — Кускус
- 2004: Миллион лет до нашей эры / RRRrrrr!!! (реж. Ален Шаба) — «Белоснежка»
- 2004: Долгая помолвка / Un long dimanche de fiançailles (реж. Жан-Пьер Жёне) — почтальон
- 2005: Неуловимый / Anthony Zimmer (реж. Жером Салль) — агент полиции в службе по разминированию
- 2007: Жизнь в розовом цвете / La Môme (реж. Оливье Даан) — Луи Гассьон, отец Эдит Пиаф
- 2010: Необычайные приключения Адель / Les Aventures extraordinaires d'Adèle Blanc-Sec (реж. Люк Бессон) — Жюстен де Сент-Юбер
- 2011: Сто миллионов евро / Les Tuche (реж. Оливье Барру) — Джефф Туше
- 2012: Когда я вырасту маленьким
- 2013: Одиночка / En solitaire (реж. Кристоф Оффенштейн) — Денис Хуэль, шкипер «Sushishop»
- 2015: Новые приключения Аладдина / Les Nouvelles Aventures d'Aladin (реж. Артур Бензакен) — визирь
- 2017: Любовь и страсть. Далида / Dalida (реж. Лиза Азуэлос) — Люсьен
- 2017: Праздничный переполох/ Le Sens de la fête (реж. Эрик Толедано и Оливье Накаш)  — Гай, фотограф
- 2018: День выборов по-французски / Les Tuche 3 (реж. Оливье Барру) — Джефф Туше, президент
- 2019: Расправь крылья / Donne-moi des ailes (реж. Николя Ванье) — Кристиан